# Lípa u Zelených
Lípa u Zelených je památný strom u vsi Mokrosuky, severozápadně od Sušice. Přibližně šestisetletá lípa velkolistá (Tilia platyphyllos) roste na západním okraji vsi před bývalým hospodářstvím (dnes rekreační chalupou) u silnice na Hory Matky Boží.

## Základní údaje
- název: Lípa u Zelených[1]
- výška: 23 m (1977)[1][2], 25 m (1998)[2], 27 m (2004)
- obvod: 837 cm (1977)[1][2], 850 cm (1998)[3][2], 835 cm (2004)
- věk: 535 let (~2001)[3]
- zdravotní stav: 2 (1977)[2], 3 (1998)[2]
- sanace:

## Stav stromu a údržba
Mohutné kořenové náběhy připomínají chůdy a přerůstají nízkou zídku terasy. Podepírají mohutný dutý kmen, ve kterém je malá kaplička. Povrch je boulovitý, na boulích pokrytý spícími pupeny. V roce 2004 byly na kořenových nábězích pozorovány plodnice václavky Armillaria mellea
Lípa je chráněna od roku 1978 pro svůj vzrůst, věk a jako krajinná dominanta.

## Historie a pověsti
Lípa je rodovým stromem spjatým s hospodářstvím u Pavlíčků. Za války byla dutina v kmeni využívána k úschově obilí.
Jeden z místních pánů sídlících na tvrzi se rozzlobil, když zjistil, že se jeho dcera zamilovala do obyčejného nevolníka, a dceru vyhnal. Časem se mu po ní začalo trochu stýskat, později ji začal hledat a když se jednou vracel z hledání po lesích, spatřil dceru u lípy, během chvilky se však rozplynula. Občas ji u lípy zahlédl ještě později, ale vždy jen jako mlhavé zjevení.

## Další zajímavosti
Lípě byl věnován prostor v pořadu České televize Paměť stromů, konkrétně v dílu č. 14: Stromy pohádek a tajemných sil.

## Galerie

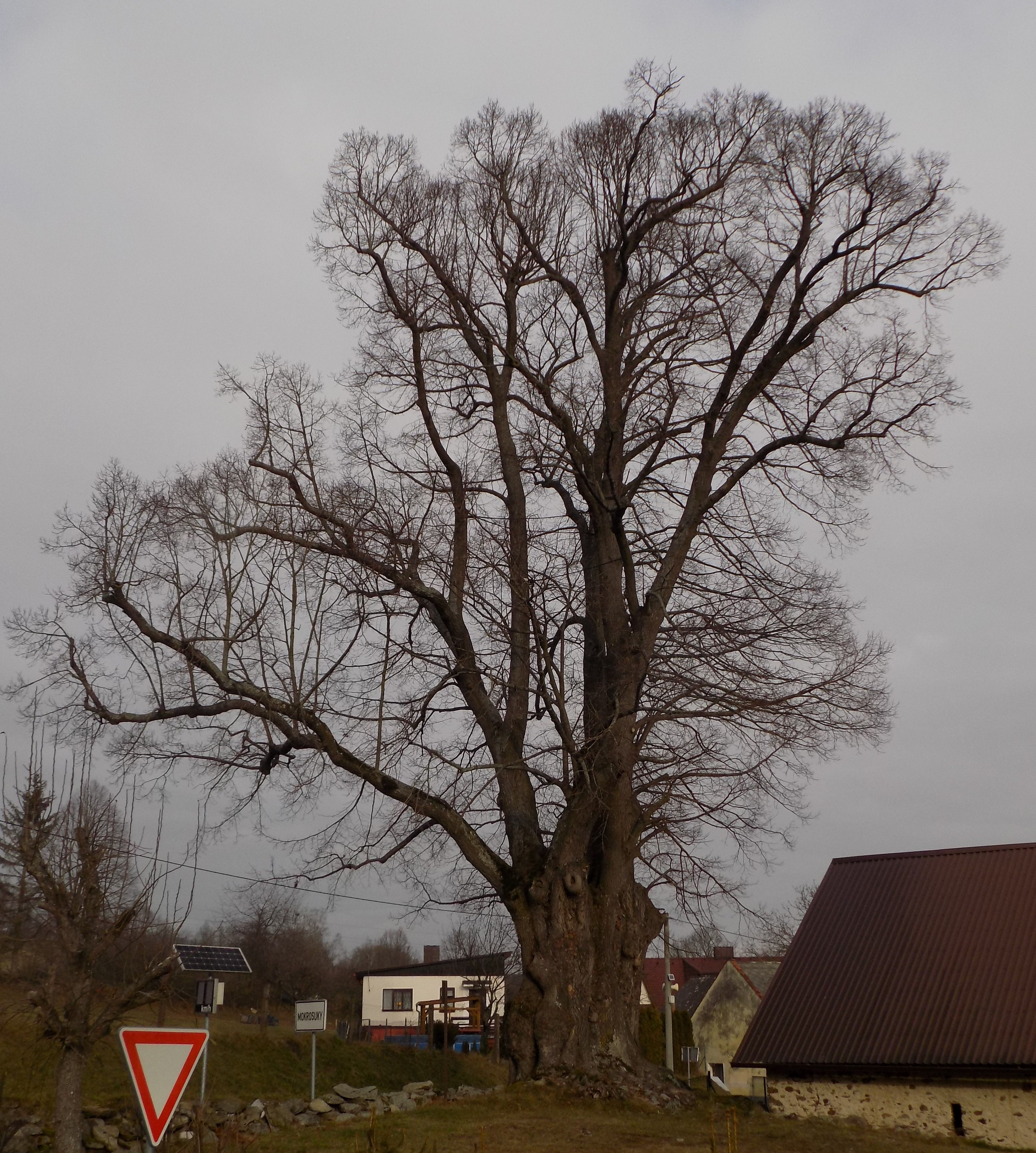
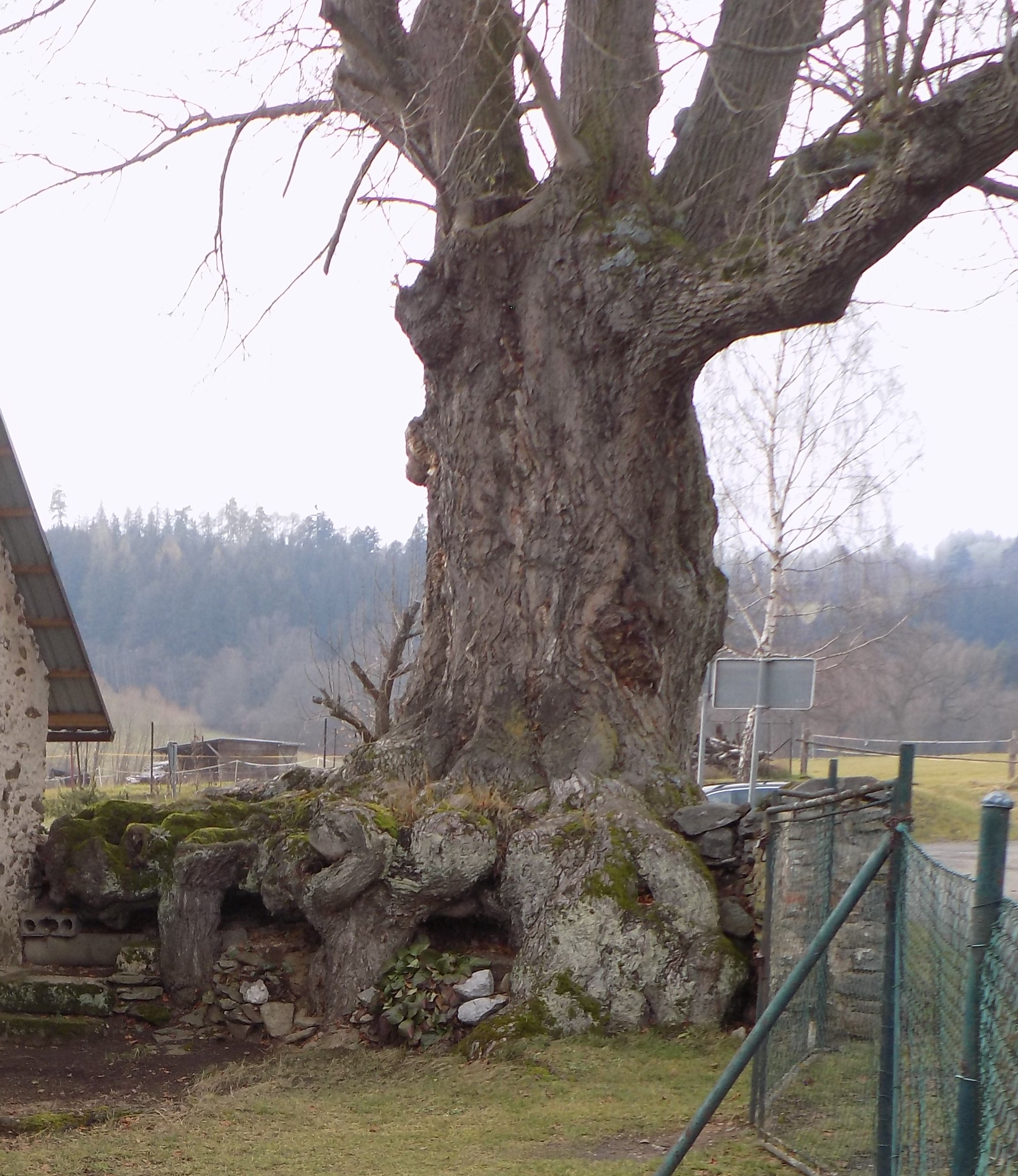
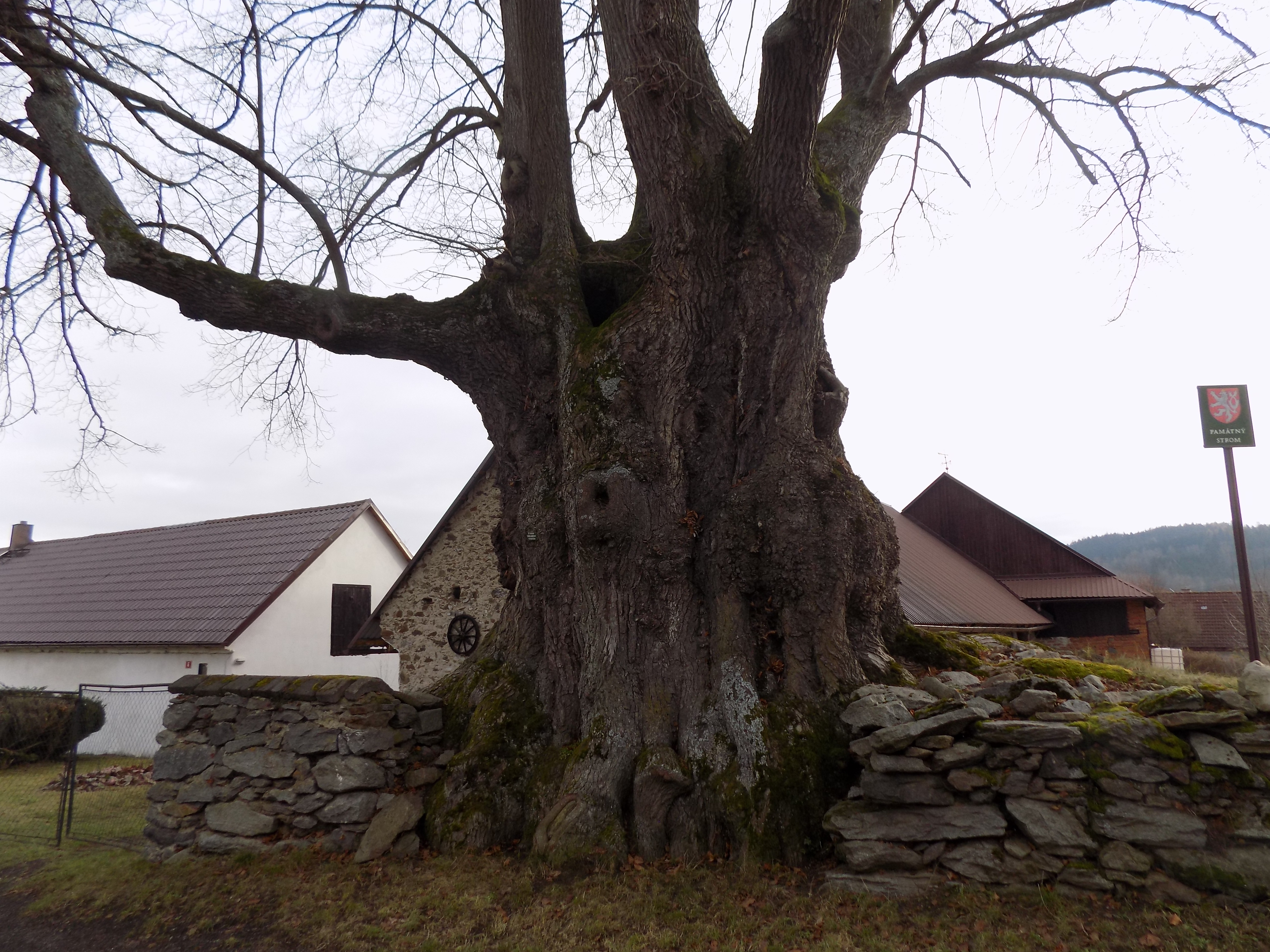
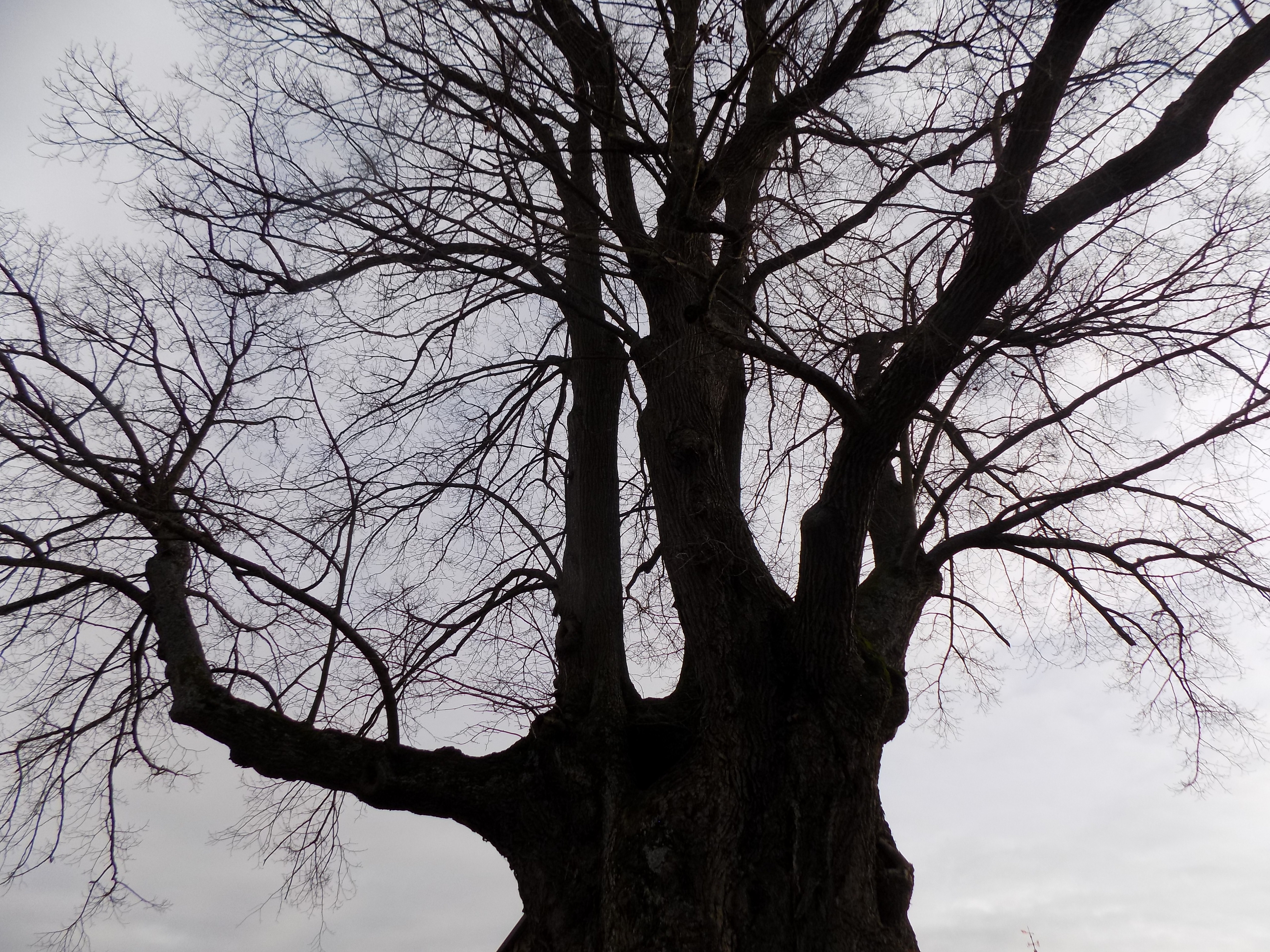
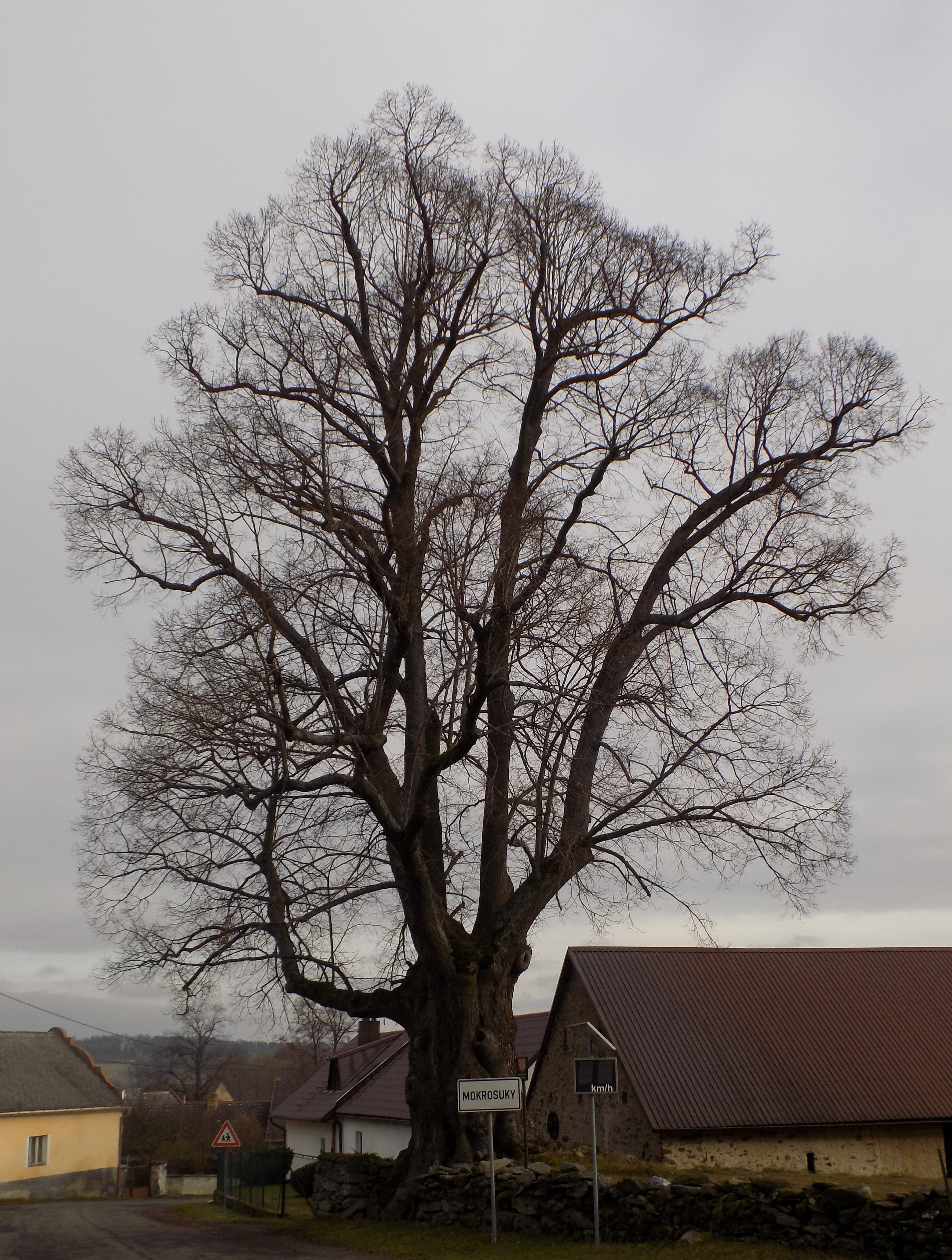

## Památné a významné stromy v okolí
- Dub u Mokrosuk
- Lípa nad Lešišovem